# 威克瑟姆 (密歇根州)
威克瑟姆（英語：Wixom）是一個位於美國密歇根州奧克蘭縣的城市。

## 人口
根據2020年美國人口普查的數據，威克瑟姆的面積為24.23平方千米，當中陸地面積為23.67平方千米，而水域面積為0.56平方千米。當地共有人口17193人，而人口密度為每平方千米710人。